# Фёдоров, Николай Степанович
Николай Степанович Фёдоров (1745—1796) — контр-адмирал, командир Астраханского порта и Каспийской флотилии.

## Биография
Николай Фёдоров родился в 1745 году. Поступив в 1761 году в Морской кадетский корпус, он в 1763 году произведён был в гардемарины и на фрегате «Святой Феодор» плавал в Немецком море.
В 1764 году он совершил переход на фрегате «Надежда Благополучия» от Кронштадта до Ливорно и обратно, а в 1766 году, выпущенный из корпуса, в чине мичмана, плавал в Балтийском море и на пинке «Гогланд» перешёл в Архангельск. Перейдя затем в 1769 году на том же пинке из Архангельска в Копенгаген, он оттуда на пинке «Сатурн» перешёл в порт Маон на острове Менорка. В 1771 году, в чине лейтенанта, Фёдоров плавал на фрегате «Парос» из порта Аузы к Гибралтару для конвоирования шестнадцати транспортных судов.
В 1772—1775 годах он командовал фрегатом «Запасный» и крейсировал в Архипелаге, принимал участие в Морейской экспедиции против турок. Затем он перешёл в Кронштадт, где в 1776 году командовал брандвахтенным пакетботом «Сокол». В 1777 году произведён в чин капитан-лейтенанта.
1778 году он был определён к Морскому кадетскому корпусу и, командуя фрегатом «Богемия», плавал для практики с гардемаринами в Балтийском море. В следующем году он, командуя фрегатом «Св. Евстафий», совершил переход по Северному океану до Нордкапа и с 1781 по 1782 год на фрегате «Лёгкий» плавал от Кронштадта до Кадиса с коммерческой целью.
Масон. В 1780—1781 годах был первым попечителем о бедных ложи «Нептуна к надежде» в Кронштадте, которую возглавляли С. К. Грейг и А. Г. Спиридов.
26 ноября 1782 года, в чине капитана 2-го ранга, Фёдоров был награждён орденом Св. Георгия 4-го класса за 18 морских кампаний (№ 372 по кавалерскому списку Григоровича — Степанова) и в 1783 году крейсировал в Балтийском море на корабле «Победослав». В 1784 году, в чине капитана 1-го ранга, на фрегате «Гектор» Фёдоров был у промера фарватеров у Калскроны и Готтенбурга и в 1787 году плавал с гардемаринами и кадетами в Балтийском море.
В 1789 году, в чине капитана бригадирского ранга, состоя командиром корабля «12 апостолов», он участвовал в Эландском сражении со шведами и в следующем году, на том же корабле — в Красногорском и Выборгском сражениях. В том же 1790 году Фёдоров был награждён орденом Св. Владимира 3-й степени и произведён в капитаны генерал-майорского ранга.
Произведённый в 1792 году в контр-адмиралы, он в следующем году командовал учебной эскадрой гребного флота в финских шхерах и 28 декабря 1795 года назначен был главным командиром Астраханского порта и Каспийской флотилии.
В ходе русско-персидской войны 1796 года подчинялся Валериану Зубову и оказывал поддержку его войскам. В военном отношении экспедиции Зубова сопутствовал полный успех, но непривычный климат Закавказья оказался губительным для здоровья многих офицеров и нижних чинов, начались болезни. 5 сентября 1796 года контр-адмирал Николай Степанович Фёдоров скончался на острове Сара близ Ленкорани. Сменивший его Фёдор Матвеевич Апраксин также скончался от малярии три месяца спустя.